# Павлик Олександр Вікторович
Павлік Олександр Вікторович — співак, учасник вокального шоу України — Х-Фактор, майстер спорту з мотокросу.

## Біографія
Олександр Вікторович Павлік народився в родині відомого співака Віктора Павліка 22 квітня 1984 року у місті Плавні Полтавської області. У 1990 році розпочав сольні виступи у місцевому Будинку культури рідного міста. Навчався в музичній школі по класу саксофона, ударні, гітара. Живе в Києві з 15 років. Тут почалося його самостійне життя. Закінчив 11 класів, працював, сам заробляв на життя. У 18 років захопився мотокросом. З 1997 по 1999 рр. брав участь у численних міжнародних фестивалях, що проходили в Туреччині, Естонії, Ризі та інших містах. З 2002 по 2007 здобув вищу освіту в Київському національному університеті культури і мистецтв на факультеті музичного мистецтва за спеціальністю естрадний вокал.

## Творча діяльність
Олександр — учасник наймасштабнішого вокального шоу України — Х-Фактор. З нього розпочався самостійний творчий шлях, велика дорога і у зв'язку з цим великі труднощі. Віктор Павлик, батько Олександра, говорить:
За півроку Саша отримав дуже круту школу, особливо в тренувальному таборі, на постійних репетиціях. Тому школа «Х-фактора» — одна з найкрутіших шкіл не тільки в Україні, а й у світі, мабуть.
Олександр багато працює для досягнення мети. Концертна програма вперше прозвучала 15 грудня у програмі «У зоні доступу» в клубі «Sullivan Room». У планах співака — концертна діяльність з живим колективом з повноцінною програмою.
Проводить напружену роботу з творчим колективом, поступово відходить від використання мінусовки. Концертну діяльність здійснює як самостійно, так і спільно з іншими учасниками шоу Х-фактор — Олексієм Кузнєцовим, Олександром Кривошапко, Іриною Борисюк.
Вокальний стаж Олександра — двадцять років. Його улюблений виконавець — Ерос Рамаццотті.
Олександр Павлик до приходу на проєкт не співав на великій сцені. Співав у звичайному ресторані. Він досить рано покинув батьків, щоб самоствердитися в житті самостійно. «Довести собі і батькові, що у мене є талант, що я можу співати на сцені», — з такими думками йшов на перший кастинг. Серед особистих його якостей виділяються працьовитість, щирість і відкритість.
Унікальність і цінність дуету Олександра Павлика та Сергія Семенова в тому, що обидва учасники, крім вокальних даних, демонструють досконалу техніку виконання.[джерело?]

## Сімейний стан
Олександр Павлик одружений, має сина Давида.

## Спорт у житті
Займатися спортом розпочав у шість років. Захоплювався різними видами спорту: футбол, бокс. Кандидат в майстри спорту. Кар'єру співака Олександр поєднує з наполегливими заняттями спорту.